# Mazagran (băutură din cafea)

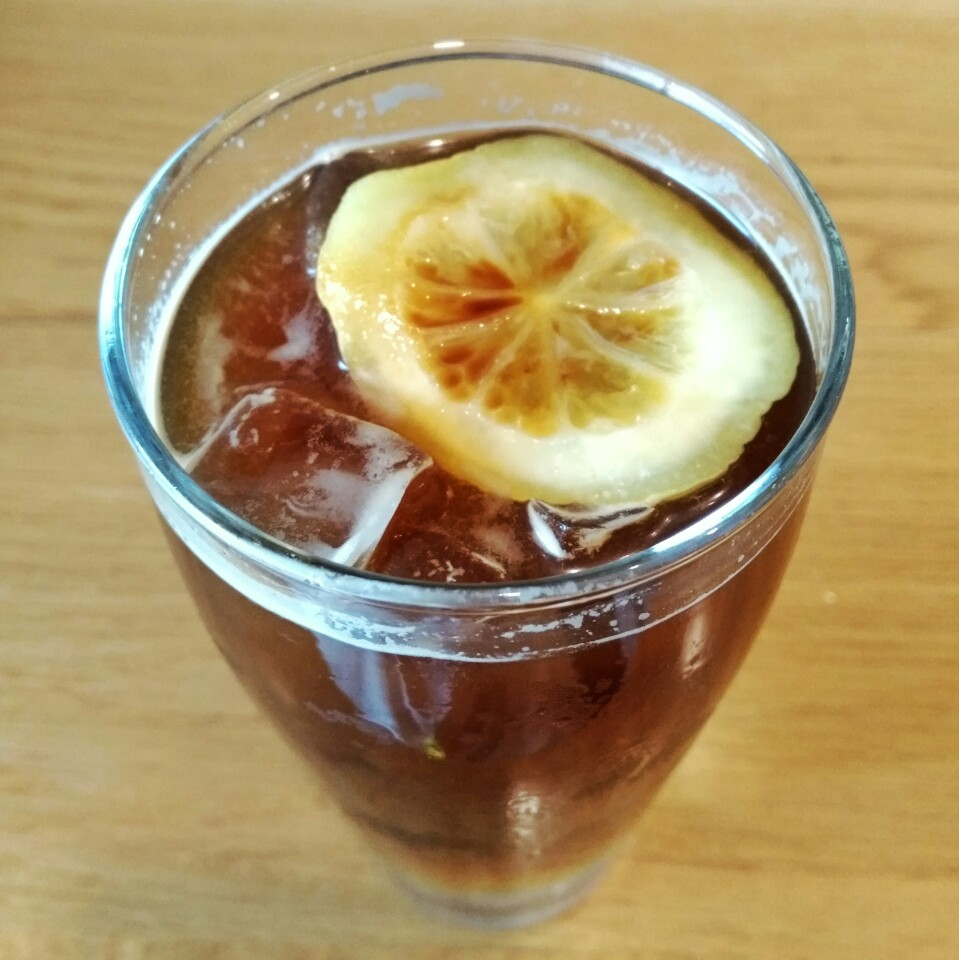
Mazagran

Mazagran (numită, de asemenea, cafea mazagran, scrisă anterior masagran) este o băutură răcoritoare dulce pe bază de cafea care își are originea în Algeria. Varianta portugheză folosește espresso, lămâie și rom, iar varianta austriacă conține rom și este servită cu un cub de gheață. Uneori se prepară o variantă rapidă prin turnarea unui espresso îndulcit anterior într-o ceașcă cu cuburi de gheață și o felie de lămâie. Mazagran a fost descris ca fiind „cafeaua cu gheață originală”.

## Istorie și origine
S-a afirmat că numele băuturii provine, probabil, de la fortăreața Mazagran din Algeria care a fost cedată Franței în 1837 prin Tratatul de la Tafna. În fortăreața Mazagran trupele coloniale franceze consumau această băutură, care era preparată cu sirop de cafea și apă rece. S-a spus că băutura a fost denumită astfel de către soldații din Legiunea Străină Franceză care, în timpul asediului orașului Mazagran din cadrul războiului franco-algerian din 1840, turnau apă în cafea în loc de lapte sau brandy și consumau băutura rece pentru a contracara căldura. Mai mult, trupele coloniale franceze din apropiere de Mazagran erau serviți cu o băutură preparată cu sirop de cafea și apă. Când soldații s-au întors la Paris, ei au sugerat cafegiilor să servească astfel de băuturi în pahare înalte. Băutura a fost numită astfel café mazagran. În Franța, cafeaua este servită în pahare care sunt denumite „mazagrin”.

## Preparare și varietăți
Mazagranul este preparat din cafea tare fierbinte, care se toarnă peste gheață, și este de obicei servită într-un pahar înalt și îngust. Ea a fost, de asemenea, descrisă ca o „cafea amestecată cu apă în loc de lapte”, în care cafeaua este servită într-un pahar înalt, alături de un recipient separat cu apă care trebuie turnată în cafea.
Băutura a fost de asemenea descrisă drept „cafea cu gheață portugheză” îndulcită, care este preparată cu cafea tare sau espresso turnată peste gheață cu lămâie. Uneori se adaugă rom în varianta portugheză a băuturii și poate fi îndulcită cu sirop de zahăr.
În Austria, cafeaua mazagran este servită cu un cub de gheață și preparată cu rom. Băutura este de obicei consumată „dintr-o singură înghițitură”.
În Catalonia, ea este preparată cu cafea cu gheață și lămâie.
La mijlocul anilor 1990, Starbucks și PepsiCo au dezvoltat o linie de băuturi carbogazoase aromate de tip mazagran numite „Mazagran” care erau preparate din cafea. După o scurtă probă în California în 1994, producerea băuturii a fost sistată deoarece nu a reușit să prindă în rândul consumatorilor. O nouă cercetare de piață realizată de Starbucks a evidențiat faptul că publicul dorea să consume un extract de cafea care putea fi utilizat în diverse produse cu aromă de cafea. Extractul de cafea a fost folosit mai târziu în pregătirea băuturilor îmbuteliate pre-amestecate frappuccino, produse de Starbucks, care sunt vândute în magazinele alimentare. Extractul este folosit, de asemenea, în băuturile de cafea cu gheață îmbuteliate de companie.